# 宗教一覧
本項は、宗教の一覧（しゅうきょうのいちらん）である。

## 古代宗教
- ゾロアスター教（現存）
  - ズルワーン教
- マズダク教
- ミトラ教
- マンダ教（現存）
  - 関連: サービア教徒
- マニ教 （現存）
- グノーシス主義
- 古代ギリシアの宗教

## ユダヤ教
- パリサイ派
- サドカイ派
- エッセネ派
- ラビ・ユダヤ教

## キリスト教
キリスト伝統宗教
- アリウス派
  - ユニテリアン
- 正教会（ギリシャ正教）
  - ギリシャ正教会、ルーマニア正教会、ロシア正教会など
- 東方諸教会
  - ネストリウス派
    - アッシリア東方教会

  - 非カルケドン派正教会（俗に単性論派と呼ばれることがあるが、自らは合性論派と主張）
    - アルメニア使徒教会、コプト正教会、エチオピア正教会、シリア正教会など
- カトリック教会
  - 東方典礼カトリック教会
    - マロン典礼カトリック教会（マロン派）
- 復古カトリック教会
- ケルト系キリスト教
- 聖公会（プロテスタントに含めることもある）
  - イングランド国教会、米国聖公会など
- プロテスタント
  - ルター派
  - 改革派教会（カルヴァン主義）
    - 改革長老教会（狭義の改革派）
      - オランダ改革派教会など

    - 長老派
      - スコットランド国教会など

    - ピューリタン
      - クエーカー
      - 会衆派
      - バプテスト

  - メソジスト（アルミニウス主義）
    - 救世軍
    - ホーリネス
      - ペンテコステ派
- ラディカル・リフォーメーション（根本的宗教改革）
  - アナバプテスト（再洗礼派）
    - メノナイト
      - アーミッシュ

キリスト新興宗教
- エホバの証人
- 末日聖徒イエス・キリスト教会 (モルモン教)
- 世界平和統一家庭連合 (旧称、統一教会)
- クリスチャン・サイエンス
- ファミリー・インターナショナル
- キリスト教福音宣教会 (摂理)
- 人民寺院
- ユニテリアン主義
- ユニテリアン・ユニヴァーサリズム
- 全能神
- セブンスデー・アドベンチスト教会
- 新エルサレム教会
- 神の十戒復古運動

その他
- ニューソート

## イスラム教
- イバード派
- スンニ派
  - ハナフィー学派（スンナ派の四大法学派の１つ）
  - マーリク学派（スンナ派の四大法学派の１つ）
  - シャーフィイー学派（スンナ派の四大法学派の１つ）
  - ハンバル学派（スンナ派の四大法学派の１つ）
    - ワッハーブ派（厳密には宗派ではない）
- シーア派
  - ザイド派
  - 十二イマーム派
    - バーブ教（自他共にイスラム教から分離したとしている）
      - バハイ教（自他共にイスラム教から分離したとしている）

  - イスマーイール派
    - ムスタアリー派
    - ニザール派
- ドゥルーズ派（イスマーイール派から派生したが、イスラム教に収まるかは疑問視されることがある）
- アラウィー派（シーヤ派から派生したとされているが詳細は不明で、イスラム教に収まるかは疑問視されることがある）
- アレヴィー派（シーヤ派から派生したとされているが詳細は不明で、イスラム教に収まるかは疑問視されることがある）
- アフマディーヤ（スンニ派から分派したと主張するが、異端とされる）
  - ラホール派
  - カーディヤーン派
- スーフィズム（イスラム神秘主義。宗派ではない）
- ネーション・オブ・イスラム（多くのムスリムはイスラム教に含まれるとみなさない）

## ヒンドゥー教
- バラモン教（ブラーフマニズム、ヴェーダの宗教） - 古代インドの民族宗教。広義のヒンドゥー教に含まれる。司祭階級バラモン（ブラフミン）を階級の頂点とする。1世紀から3世紀頃は、仏教の興隆に押されて振るわず。4世紀頃にヒンドゥー教（狭義）に発展・継承される。
- 正統バラモン六派哲学（何らかの意味でヴェーダ聖典の権威を認める）
  - サーンキヤ学派
  - ヨーガ学派
  - ニヤーヤ学派
  - ヴァイシェーシカ学派
  - ミーマーンサー学派
  - ヴェーダーンタ学派
- ヒンドゥー教（狭義） - バラモン教が4世紀頃にインドの地域宗教を取り込み発展した。
  - ヴィシュヌ派(Vaishnavism)
    - バーガヴァタ派
      - マドヴァ派
      - ヴィシュヌスヴァーミン派
      - ニンバールカ派
      - ヴァッラバーチャーリヤ派
      - チャイタニヤ派

    - パンチャラートラ派

  - シヴァ派(Saivism)
    - 聖典シヴァ派
    - カシミール・シヴァ派
    - パーシュパタ派（獣主派）
    - シャークタ派（女神崇拝派）
    - ラセーシュバラ派（水銀派）
    - リンガーヤタ派
    - カーパーリカ派

  - スマールタ派
  - 新興宗派
    - ブラフモ・サマージ
    - プラールタナー・サマージ
    - アーリヤ・サマージ
    - 神智学協会
    - ラーマクリシュナ・ミッション
    - シュリー・ナーラーヤナ法普及協会

ヴェーダ聖典の権威を認めない立場の思想家
（因習に縛られることなく、商工業が盛んな都市国家で活躍し、多くの自由思想家がいて、原始仏教聖典では「六十二見（思想）」としてまとめられているが、ジャイナ教を含めた以下の六師が有名である。六師外道(仏教以外の教え)とも呼ばれる。）
- プーラナ・カッサパの無道徳論（道徳否定論）
- パクダ・カッチャーヤナの要素集合説
- マッカリ・ゴーサーラのアージーヴィカ教（運命決定論）
- アジタ・ケーサカムバリンの唯物論（快楽主義）
- サンジャヤ・ベーラティプッタの懐疑論

## ジャイナ教
ジャイナ教は、24人の聖人であるティールタンカラを持つ宗教で、マハーヴィーラを最新かつ最後のティールタンカラとする。バラモン教よりも古いとされる場合もある。
- 白衣派（びゃくえは、シュベーターンバラ）
  - デーラーヴァーシー派
  - スターナクヴァーシー派
- 裸行派（ディガンバラ）
  - テーラーパンティ派
  - ヴィスパンティ派
- ロンカー派（ムスリムのインドへの侵入を契機として生まれた）

## 仏教
ブッダと尊称されるガウタマ・シッダールタ（ゴータマ・シッダッタ）を開祖とする宗教。
バラモン教に対してはヴェーダの権威を否定し、祭式万能主義・バラモン至上主義に反対の意を表した。このためバラモン教側からは虚無主義（ナースティカ）と誤解され批判された。
- 上座部仏教 - 初期仏教の伝統を今に伝える南伝仏教（もしくは歴史上の部派仏教の総体を指す）。
- 大乗仏教 - 後発の教えである大乗経典を受容する。北伝仏教の主流。

- 三乗説: 声聞乗・縁覚乗・菩薩乗
  - 小乗: 声聞と縁覚の二乗。
  - 大乗: 菩薩乗に同じ。
- 三転法輪説（『解深密経』に基づき、チベット仏教で説かれる）
  - 初転法輪（四聖諦の教え）
  - 第二転法輪（般若・空性の教え）
  - 第三転法輪（唯識と如来蔵の教え、密教も含む）
- 顕密二教: 顕教 / 密教
- 大乗の主要学派: 中観派・瑜伽行唯識派

インド仏教
仏教学では原始仏教・部派仏教・大乗仏教に大別。
- 初期仏教（前4世紀 - 後1世紀） - 現存の上座部仏教に類似した形態の仏教
  - 原始仏教（根本仏教）
  - 部派仏教（アビダルマ仏教）
    - 歴史上存在した主要部派: 上座部・大衆部・説一切有部など
- 中期仏教（後1世紀 - 7世紀中葉）
  - 部派仏教と大乗仏教
- 後期仏教（7世紀中葉 -  14世紀）
  - 部派仏教、後期大乗仏教、密教
- 近現代
  - 新仏教運動

南伝仏教
- 上座部仏教
  - 南方上座部（南方分別説部）
    - 大寺派 - 現存の上座部仏教のルーツ。
    - 無畏山寺派 - 大乗を受容。12世紀に廃絶。
    - 祇多林寺派 - 大乗を受容。12世紀に廃絶。

北伝仏教
- 中国仏教
  - 律宗
    - 南山律宗

  - 涅槃宗
  - 天台宗
  - 三論宗
  - 地論宗
  - 摂論宗
  - 法相宗
  - 華厳宗
  - 浄土教
    - 白蓮宗

  - 禅宗 (Chan)
    - 牛頭宗
    - 保唐宗（浄衆宗）
    - 北宗
    - 南宗
    - 荷澤宗
    - 洪西宗
    - 曹洞宗
    - 臨済宗
      - 楊岐派
      - 黄龍派

    - 雲門宗
    - 法眼宗
    - い仰宗
- 朝鮮の仏教
  - 華厳宗
  - 曹渓宗
- 日本の仏教 - 仏教は日本国内で独自の発達をしている。日本から世界へ出て行ったものもある。
  - 三論宗
  - 成実宗
  - 法相宗
  - 倶舎宗
  - 華厳宗
  - 律宗
  - 真言宗
    - 東寺（東寺派）
    - 高野山真言宗
    - 長谷寺（豊山派）
    - 智積院（智山派）
    - 仁和寺（御室派）
    - 醍醐寺（醍醐派）
    - 大覚寺（大覚寺派）
    - 善通寺（善通寺派）
    - 信貴山寺（信貴山派）
    - 圓光寺
    - 真言律宗

  - 天台宗
    - 延暦寺（山門派）
    - 園城寺（天台寺門宗）
    - 西教寺（天台真盛宗）
    - 四天王寺（和宗）
    - 法隆寺（聖徳宗）
    - 浅草寺（聖観音宗）
    - 聖護院（本山修験宗）

  - 浄土宗
    - 鎮西派
    - 西山派

  - 浄土真宗
    - 浄土真宗本願寺派 - （本山）浄土真宗本願寺派本願寺（通称・西本願寺）
    - 真宗大谷派 - （本山）真宗本廟（通称・東本願寺）
    - 真宗高田派 - （本山）真宗高田派本山専修寺
    - 真宗佛光寺派 - （本山）真宗佛光寺派 本山佛光寺
    - 真宗興正派 - （本山）真宗興正派 本山興正寺
    - 真宗木辺派 - （本山）真宗木辺派 本山錦織寺
    - 真宗出雲路派 - （本山）真宗出雲路派 本山毫摂寺
    - 真宗誠照寺派 - （本山）真宗誠照寺派本山誠照寺
    - 真宗三門徒派 - （本山）専照寺
    - 真宗山元派 - （本山）證誠寺
    - 真宗浄興寺派 - （本山）真宗浄興寺派 本山浄興寺
    - 浄土真宗東本願寺派 - （本山）浄土真宗東本願寺派本山東本願寺
    - 浄土真宗親鸞会

  - 時宗
  - 融通念仏宗
  - 日蓮宗
    - 日蓮正宗
      - 創価学会（現在は破門）

    - 日蓮法華宗
    - 日蓮本宗
    - 日蓮主義仏立講
    - 国柱会
    - 日本山妙法寺大僧伽

  - 禅宗
    - 臨済宗
      - 南禅寺（南禅寺派）
      - 妙心寺（妙心寺派）
      - 大徳寺（大徳寺派）
      - 天龍寺（天龍寺派）
      - 相国寺（相国寺派）
      - 東福寺（東福寺派）
      - 建仁寺（建仁寺派）
      - 建長寺（建長寺派）
      - 円覚寺（円覚寺派）
      - 国泰寺（国泰寺派）
      - 佛通寺（佛通寺派）
      - 向嶽寺（向嶽寺派）
      - 方広寺（方広寺派）
      - 永源寺（永源寺派）

    - 曹洞宗
    - 黄檗宗
    - 普化宗
- チベット仏教
  - ゲルク派
  - サキャ派
  - カギュ派
  - ニンマ派

## その他
- マンダ教
- ヤジディ教
- サマリア教（英語版）（サマリア人の宗教）

- ボン教（ポン教）

- 儒教
- 道教
  - 正一教
  - 全真教
  - 法教
- 神道
  - 神社本庁
- 陰陽道[注 1]
  - 土御門神道
- 修験道
- 琉球神道
- カムイ信仰
- 日本の新宗教
  - 黒住教
  - 天理教
    - ほんぶしん
    - おうかんみち
    - ほんみち
    - 神一條教

  - 金光教
  - パーフェクト リバティー教団（PL教団）
  - 大本
  - 生長の家
  - 立正佼成会
  - 霊友会

    - 大形派
    - 松本派
    - いんなあとりっぷ

  - 真如苑
  - 日蓮宗葵講
  - 世界救世教
  - 世界真光文明教団
  - 崇教真光
  - 白光真宏会
  - 解脱会
  - GLA総合本部
  - 阿含宗
  - 辯天宗
  - 念佛宗三寶山無量壽寺
  - オウム真理教（アーレフ）
  - 細木教
  - 大国教会
  - 千乃正法（パナウェーブ研究所）
  - 法の華三法行
  - ライフスペース
  - 冨士大石寺顕正会
  - 日本平和神軍
  - カクレキリシタン
  - キリストの幕屋（原始福音）
  - 聖神世界宣教会（聖神中央教会）
  - 天架教
  - 幸福の科学
  - シュラキヌミ
  - 新生佛教教団
  - 輝の会
- ベトナムの新宗教
  - カオダイ教
  - ホアハオ教（仏教系とも言われる）

- ドルイド教
- 心霊主義（スピリティズム）
- ラスタファリ運動
- ユニバーサルライフ（普遍生活）教会
- コピミズム伝道教会
- アルケー教

## 世界の神
- アペイロン教
- オリュンポスの神々
- ローマの神々
- ゲルマンの神々
- フィンランドの神々
- ケルトの神々
- スラヴの神々
- インカの神々
- マヤの神々
- アステカの神々
- エジプトの神々
- 日本の神々
- 中国の神々
- 神話創造（英語版）
  - クトゥルフ神話

## その他
- マトリックス教 (Matrixism)
- 法輪大法

### 先住宗教
- アフリカ先住民の宗教（英語版）
- アメリカ先住民の宗教（英語版）
- カーゴ・カルト
- サン人の宗教
- ナッ信仰
- アルクトドロ教
- テングリ信仰
- ヨルバ系宗教（英語版）

### 悪魔宗教
- サタニズム
  - サタン教会
  - サタニック・テンプル（英語版）
- 左道
  - セトの神殿（英語版）

### 秘教宗教
- 古代神秘薔薇十字団（英語版）

### 神秘宗教
- キリスト教神秘主義
- ヒンドゥー神秘主義（英語版）
- タントリズム
- カバラ
- スーフィズム（イスラーム神秘主義）

### 宇宙宗教
- アセリアス・ソサエティー
- サブジーニアス教会
- ヘヴンズ・ゲート
- ネーション・オブ・イスラム
- ラエリアン・ムーブメント
- サイエントロジー
- ユナリアス・アカデミー・オブ・サイエンス
- 新世界の慰安者による普遍産業教会
- ユニバーサル・ピープル

### 架空宗教
- マラドーナ教（ディエゴ・マラドーナを崇拝する人々によって創設された）
- ランドオーバー・バプテスト教会（アメリカ/アイオワ州）
- コピミズム伝道教会（2010年にスウェーデンで創設された）
- 空飛ぶスパゲッティ・モンスター教（パスタファリアニズム）
- 見えざるピンクのユニコーン
- ディスコーディアニズム（英語版）（ディスコルディア教）
- 聖イグヌチウス（Emacs教会）
- サブジーニアス教会（英語版）
- おいおい教（元氣安）
- イギリス清教（とある魔術の禁書目録）
- グーグル教（Google社）
- ボコノン教（猫のゆりかご）
- ベーコン合同教会
- 17歳教（日本/女性声優グループ）

### 宗教形態
- 民間信仰
- 原始宗教
- 自然崇拝
- 祖霊崇拝
- 呪術
- アニミズム
- シャマニズム
- 多神教
- 一神教
- 理神論
- 汎神論
- 万有在神論
- 個人崇拝
- スピリチュアリティ

### 反宗教
- 反宗教主義
- 共産主義
- 科学主義
- 不可知論
- 無宗教
- 無神論
- ヒューマニズム
  - 世俗的ヒューマニズム
  - 宗教的（精神的）ヒューマニズム